# Jaime Graça
Jaime da Silva Graça MPIH (Setúbal, 30 de janeiro de 1942 — Lisboa, 28 de fevereiro de 2012) foi um futebolista português.

## Carreira
Actuou como médio pelo Vitória Futebol Club até ao fim da época de 1965/66, o Benfica, o Palmelense, o Vitória de Setúbal e o Sesimbra. Conquistou os seus maiores êxitos no Benfica, vencendo o Campeonato Nacional nas épocas de 1966/67, 1967/68, 1968/69, 1970/71, 1971/72, 1972/73 e 1974/75, e a Taça de Portugal nas épocas de 1968/69, 1969/70 e 1971/72.
Os dotes da família Graça foram evidenciados inicialmente pelo seu irmão Emídio, que teve papel preponderante no Sevilla FC. Pouco depois, era a vez de Jaime começar a destacar-se nos juniores do Palmelense, onde se transferiu para o Vitória de Setúbal. Tinha 17 anos quando se estreou na equipa principal da formação sadina e por aí ficou vários anos, tendo conquistado uma Taça de Portugal (com um golo seu na partida final) e chegado à condição de internacional.
Jogou uma final da Taça dos Campeões Europeus (que terminou com a derrota do Benfica por 4-1, frente ao Manchester United) e coube-lhe marcar o golo que permitiu empatar a partida e levar o encontro para o prolongamento. Manteve-se no Benfica até 1975, tendo depois regressado ao Vitória de Setúbal.
Seguiu ligado ao futebol como técnico voltando à Luz para trabalhar no departamento de futebol juvenil.

## Selecção Nacional
Foi 36 vezes internacional A, 12 pelo Vitória de Setúbal e 24 pelo Benfica, de 1965 a 1972. No seu jogo de estreia, o Portugal-Turquia, primeiro jogo da campanha que levaria Portugal à fase final do Mundial de 1966 a 24 de Janeiro de 1965, ficou provado todo o seu valor.
A 19 de Dezembro de 1966 foi agraciado com a Medalha de Prata da Ordem do Infante D. Henrique.
Marcador de um dos cinco golos nacionais, o médio (então) do Vitória de Setúbal voltaria a ser chamado para jogar os 90 minutos no importante Portugal-Roménia (2-1), falhando os restantes encontros. Apesar disso, foi inquestionável a sua inclusão no lote dos 22 "Magriços" a tal ponto que ele foi um dos totalistas dos jogos de Inglaterra, deixando bem patente toda sua classe.
Jaime Graça ainda deu muito mais selecção nacional. O seu derradeiro encontro com o equipamento de Portugal teve lugar a 9 de Julho de 1972, a final da Minicopa, que Portugal terminou em segundo lugar.
A ligação de Jaime Graça à selecção nacional não se esgotou, toda via, nesse momento, uma vez que José Torres o chamou para seu adjunto na campanha do Mundial do México.

## Morte
Jaime Graça morreu em 28 de fevereiro de 2012 no Hospital dos Lusíadas, em Lisboa, onde estava internado havia uma semana.

## Títulos
- 7 Campeonatos de Portugal
- 5 Taças de Portugal